# Президентские выборы в Польше (2000)
Президентские выборы в Польше прошли в 2000 году, 8 октября. В первом туре выборов приняло участие 12 кандидатов. Убедительную победу одержал действующий Президент Польши Алекса́ндр Квасьне́вский. Эти выборы были единственными за всю историю президентских выборов в Польше, закончившимися в первом туре.

## Результаты

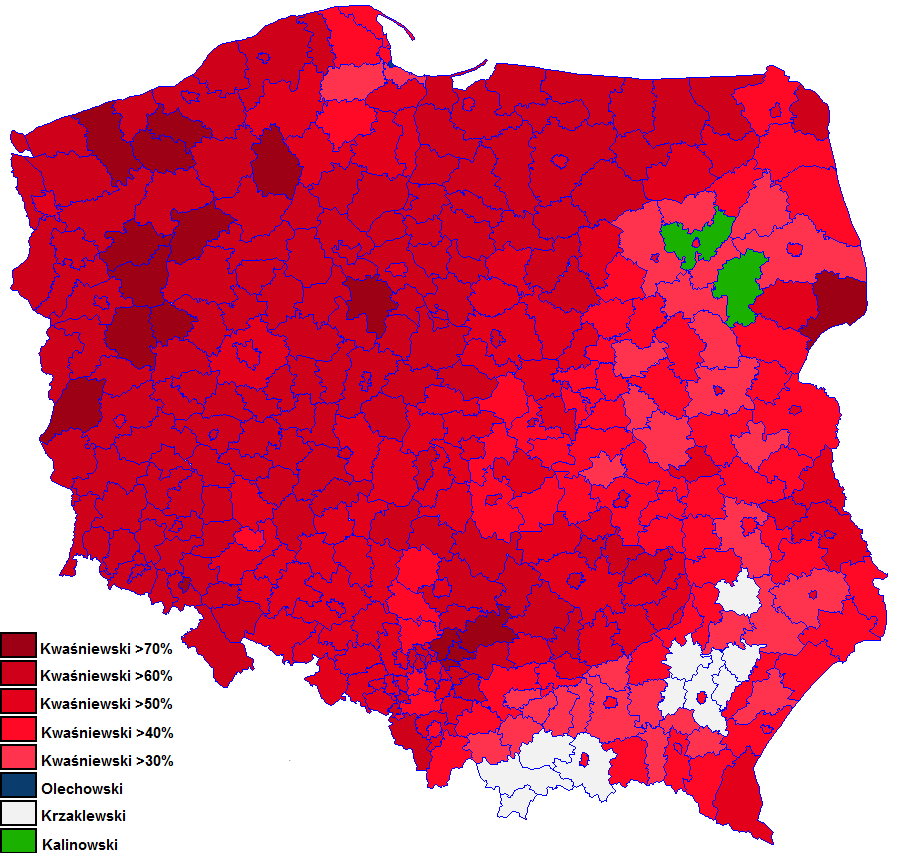
Результаты выборов по повятам

| Кандидат                          | Кандидат                          | Субъект выдвижения                            | Голосов    | %      |
| --------------------------------- | --------------------------------- | --------------------------------------------- | ---------- | ------ |
|                                   | Александр Квасьневский            | Независимый кандидат                          | 9 485 224  | 53,90  |
|                                   | Анджей Олеховский                 | Независимый кандидат                          | 3 044 141  | 17,30  |
|                                   | Мариан Кшаклевский                | Избирательная Акция Солидарность              | 2 739 621  | 15,57  |
|                                   | Ярослав Калиновский               | Польская народная партия                      | 1 047 949  | 5,95   |
|                                   | Анджей Леппер                     | Самооборона Республики Польша                 | 537 570    | 3,05   |
|                                   | Януш Корвин-Микке                 | Уния реальной политики                        | 252 499    | 1,43   |
|                                   | Лех Валенса                       | Христианская демократия III Республики Польша | 178 590    | 1,01   |
|                                   | Ян Лопушаньский                   | Польское соглашение                           | 139 682    | 0,79   |
|                                   | Дариуш Грабовский                 | Коалиция для Польши                           | 89 002     | 0,51   |
|                                   | Пётр Иконович                     | Польская социалистическая партия              | 38 672     | 0,22   |
|                                   | Тадеуш Вилецкий                   | Национальная партия                           | 28 805     | 0,16   |
|                                   | Богдан Павловский                 | Независимый кандидат                          | 17 164     | 0,10   |
| Действительных голосов            | Действительных голосов            | Действительных голосов                        | 17 598 919 | 98,93  |
| Недействительных голосов          | Недействительных голосов          | Недействительных голосов                      | 190 312    | 1,07   |
| Всего голосов                     | Всего голосов                     | Всего голосов                                 | 17 789 231 | 100,00 |
| Зарегистрировано/явка избирателей | Зарегистрировано/явка избирателей | Зарегистрировано/явка избирателей             | 29 122 304 | 61,12  |
| Источник: PKW                     |                                   |                                               |            |        |